# Красносельское сельское поселение (Ленинградская область)

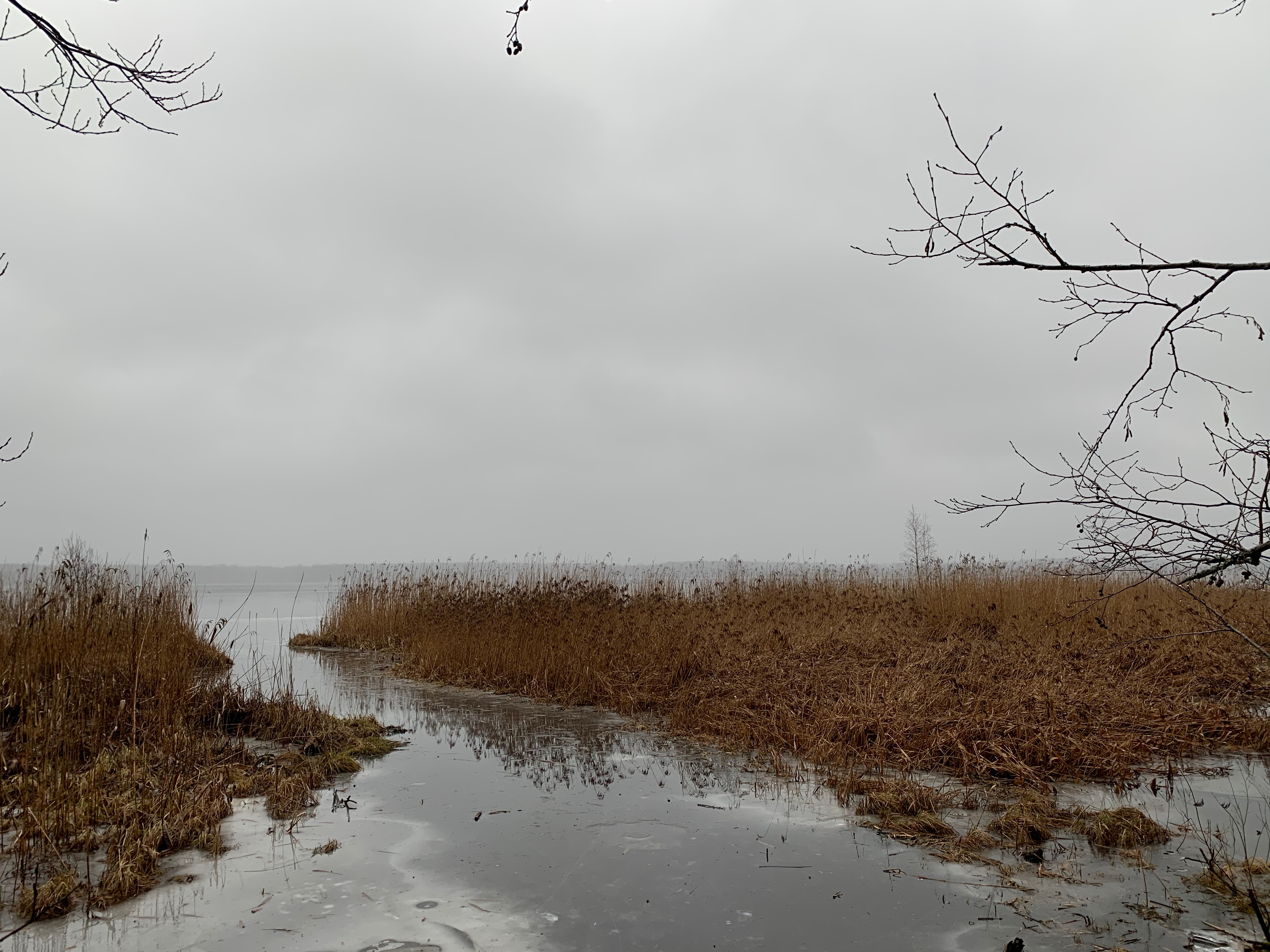
Большое Кирилловское озеро

Красносе́льское се́льское поселе́ние — муниципальное образование в составе Выборгского района Ленинградской области. Административный центр — посёлок Красносельское.
Главой поселения является Бабич Галина Сергеевна, главой администрации — Торопов Михаил Леонидович.

## Географические данные
- Расположение: восточная часть Выборгского района
- Граничит:
  - на севере — с Гончаровским сельским поселением
  - на востоке — с Приозерским районом
  - на юге — с Рощинским городским поселением
  - на юго-западе — с Полянским сельским поселением

По территории поселения проходят автомобильные дороги:
- А181 (часть E 18) «Скандинавия» (Санкт-Петербург — Выборг — граница с Финляндией)
- 41К-017 (Пески — Сосново — Подгорье)
- 41К-024 (Среднегорье — ур. Топольки)
- 41К-029 (подъезд к дер. Красноозёрное)
- 41К-092 (Высокое — Синицино)
- 41К-181 (Огоньки — Толоконниково)
- 41К-208 (Красносельское — Правдино)
- 41К-213 (подъезд к ст. Лейпясуо)
- 41К-437 (Правдино — Вишнёвка)
- 41К-452 (Климово — Правдино)
- 41К-454 (подъезд к пос. Староселье)

Расстояние от административного центра поселения до районного центра — 55 км.

## История
По данным 1973 года центр Правдинского сельсовета был перенесён в посёлок Красносельское, а сельсовет переименован в Красносельский.
18 января 1994 года постановлением главы администрации Ленинградской области № 10 «Об изменениях административно-территориального устройства районов Ленинградской области» Красносельский сельсовет, также как и все другие сельсоветы области, преобразован в Красносельскую волость.
1 января 2006 года в соответствии с областным законом № 17-оз от 10 марта 2004 года «Об установлении границ и наделении соответствующим статусом муниципальных образований Всеволожский район и Выборгский район и муниципальных образований в их составе» образовано Красносельское сельское поселение. В его состав вошли территории бывших Кирилловской и Красносельской волостей.

## Население
| 2006  | 2010  | 2011  | 2012  | 2013  | 2014  | 2015  | 2016  |
| ----- | ----- | ----- | ----- | ----- | ----- | ----- | ----- |
| 5000  | ↗5706 | ↗5710 | ↘5670 | ↗5705 | ↘5671 | ↘5568 | ↘5527 |
| 2017  | 2018  | 2019  | 2020  | 2021  | 2023  | 2024  | 2025  |
| ↘5471 | ↗5472 | ↘5384 | ↘5339 | ↗6601 | ↘6584 | ↘6568 | ↗6585 |

## Состав сельского поселения
| №  | Населённый пункт | Тип населённого пункта          | Население |
| -- | ---------------- | ------------------------------- | --------- |
| 1  | Борки            | посёлок                         | ↗101      |
| 2  | Вишнёвка         | посёлок                         | ↗70       |
| 3  | Глубокое         | посёлок                         | ↗1        |
| 4  | Грибное          | посёлок                         | ↗104      |
| 5  | Заводской        | посёлок                         | ↗81       |
| 6  | Заходское        | посёлок                         | ↗32       |
| 7  | Кирилловское     | посёлок                         | ↘608      |
| 8  | Кирпичное        | посёлок                         | ↘1230     |
| 9  | Климово          | посёлок                         | ↗205      |
| 10 | Коробицыно       | посёлок                         | ↗1521     |
| 11 | Красносельское   | посёлок, административный центр | ↗1726     |
| 12 | Лебедевка        | посёлок                         | ↗26       |
| 13 | Лейпясуо         | посёлок                         | ↗234      |
| 14 | Нагорное         | посёлок                         | ↗122      |
| 15 | Подгорье         | посёлок                         | ↗7        |
| 16 | Правдино         | посёлок                         | ↗141      |
| 17 | Пчёлино          | посёлок                         | ↗60       |
| 18 | Ровное           | посёлок                         | ↗6        |
| 19 | Синицыно         | посёлок                         | ↗98       |
| 20 | Староселье       | посёлок                         | ↘41       |
| 21 | Стрельцово       | посёлок                         | ↗187      |

### Упразднённые населённые пункты
28 декабря 2004 года в связи с отсутствием жителей был упразднён хутор Искра Красносельской волости Выборгского района.

## Экономика
На территории поселения располагаются 11 фермерских хозяйств, в том числе крупный сельскохозяйственный кооператив ООО «Сельхозпредприятие „Смена“», находящийся в пос. Красносельское.